# Shamash-shum-ukin
Shamash-shum-ukin var son till kung Esarhaddon av Assyrien och var själv kung av Babylonien från 668 f.Kr. till sin död 648 f.Kr. Trots att han var Esarhaddons äldsta levande son blev hans yngre bror Ashurbanipal kung av Assyrien och trots att skrifter från Esarhaddon berättar att han beslutat att de två bröderna skulle vara likställda i sitt maktutövande tillträdde Shamash-shum-ukin Babylons tron flera månader efter sin bror och alla hans beslut verkar ha varit tvungna att godkännas av Ashurbanipal. Shamash-shum-ukin assimilerade sig väl med den babyloniska kulturen trots sin assyriska uppväxt och etnicitet, hans skrifter är skrivna i babylonisk stil både gällande retorik och bilder och han deltog i de babyloniska högtiderna. Vid hans kröning återfördes Marduk-statyn (en staty av Babylons huvudgud) till Babylonien efter att Shamash-shum-ukins farfar tagit statyn som krigsbyte cirka 20 år tidigare. 
Shamash-shum-ukin tröttnade till slut på att vara underställd sin yngre bror och 652 f.Kr. gjorde han uppror mot Assyrien. Trots att han samlade en stor koalition av allierade slutade upproret i ett förödande nederlag och 648 f.Kr. intogs Babylon av Ashurbanipals trupper. Shamash-shum-ukin skall då ha begått självmord. 

## Bakgrund
Shamash-shum-ukin var sannolikt Esarhaddons näst äldsta son och född strax efter kronprins Sin-nadin-apli. Sin-nadin-apli avled plötsligt 674 f.Kr. och Esarhaddon som ville undvika att hans söner tvingades gå igenom samma tronstrider som han själv tvingats till vid sin fars död beslutade sig då för att dela upp riket mellan Shamash-shum-ukin och Ashurbanipal. Esarhaddons tredje äldste son Shamash-metu-uballit hoppades över helt, möjligen på grund av dålig hälsa. 
I maj 672 f.Kr. beslutade Esarhaddon att hans fjärde son Ashurbanipal skulle bli kung av Assyrien och Shamash-shum-ukin skulle bli kung av Babylon och beslutet gjordes offentligt på en stor fest i Nineve där de båda prinsarna deltog. Esarhaddons far hade själv mördats av Esarhaddons två bröder efter att Esarhaddon utnämnts till kronprins och han hade sedan tvingats strida mot dem båda för att inta tronen. Det är möjligt att han hoppades att sådan avundsjuka skulle avstyras genom att båda sönerna fick var sitt eget land att härska över. 
Beslutet att göra sin yngsta son till kung av Assyrien, vilket var den egentliga kungatiteln, ter sig underligt men det är möjligt att Ashurbanipal hade en assyrisk mor och att Shamash-shum-ukin hade en babylonisk mor och att Esarhaddon därmed ansåg att det skulle vara enklare för babylonierna att acceptera Shamash-shum-ukin som kung. Detta är dock enbart en teori och det är möjligt att de båda bröderna hade samma mor. Det ansågs även underligt att Esarhaddon beslutade sig för att dela det assyriska imperiet då de tidigare kungarna varit kung över både Assyrien och Babylon. Exakt vilken relation Esarhaddon hoppats att bröderna skulle ha är oklart i hans texter. Ashurbanipal utnämns som det assyriska imperiets kung och Shamash-shum-ukin är därmed skyldig honom trohet, skrifterna nämner dock att Ashurbanipal inte på några villkor fick lägga sig i Shamash-shum-ukins styre av Babylon och att han inte har någon egentlig kontroll över sin äldre bror. Det är otydligheterna i Esarhaddons beslut som senare kom att få ödesdigra konsekvenser för Shamash-shum-ukin. 
Då Esarhaddon led av dålig hälsa tog de två prinsarna snabbt över administrationen av det assyriska imperiet kort efter att de utnämnts till kronprinsar, något de båda skall ha varit väldigt duktiga på. 

## Tid som konung

### Innan upproret
Efter Esarhaddons död 669 f.Kr. kröntes Ashurbanipal till kung av Assyrien precis som Esarhaddon planerat och våren 668 f.Kr. kröntes Shamash-shum-ukin till kung av Babylon. Vid sin kröning återförde Shamash-shum-ukin Marduk-statyn till Babylon vilket ansågs som väldigt viktigt då det innebar att Babylons huvudgud Marduk godkände Shamash-shum-ukin som konung. Trots att han var assyrier utfördes kröningsceremonin i babylonisk stil och mycket vikt lades vid att presentera Shamash-shum-ukin som en självständig babylonisk konung. Shamash-shum-ukin var den enda i den assyriska kungliga familjen som enbart tillträdde Babylons tron utan att vara planerad att en dag tillträda Assyriens tron. Den enda kunglighet som tillträtt Babylons tron innan Assyriens tron innan honom var hans farbror  Ashur-nadin-shumi som dock varit tänkt som även Assyriens kronprins men som avled innan han kröntes till kung av hela det assyriska imperiet. Även om Ashurbanipal, kung av Assyrien, var den mäktigaste av de två bröderna hade  Shamash-shum-ukin en stark position på grund av Babylons stora militära, politiska, religiösa och ideologiska betydelse för imperiet. 
Shamash-shum-ukins tid som kung av Babylon innan upproret var till stor del en fredlig period, dock visade det sig tidigt att det fanns brister i beslutet om hur mycket makt han egentligen skulle ha. Esarhaddons skrifter verkar mena att han skulle styra hela det Babyloniska riket som dess konung men egentligen verkar han bara ha haft kontrollen över själva staden Babylon och dess närområde. Viktiga babyloniska städer så som Nippur, Uruk och Ur samt Guvernörerna i Sjölandsprovinsen ignorerade samtliga att Babylon hade en egen konung och fortsatte istället att förklara sig som lojala till Assyriens tron och Ashurbanipal. 
Shamash-shum-ukin verkar ha gjort mycket för att visa att han var en Babylonisk konung och inte en assyrisk sådan. Han deltog i traditionella babyloniska aktiviteter och återuppförde murarna kring staden Sippar. Han deltog vid de babyloniska nyårsfirandena och spenderade stora resurser på att bättra på rikets tempel, till exempel skall han ha gett Ishtar-templet i Uruk mer mark. Shamash-shum-ukin besökte Assyrien endast några få gånger efter att han krönts till kung av Babylon och han verkar ha varit den första av den assyriska kungafamiljen som bodde i staden på heltid. Stor del av sin energi och sina resurser la han på byggnadsverk snarare än militära kampanjer till skillnad från sin yngre bror. 
Trots att han utsetts till Babylons konung av sin far Esarhaddon påstår Ashurbanipal flera gånger i sina texter att det är han som låtit Shamash-shum-ukin bli kung av Babylon. Möjligen då Ashurbanipal kröntes till kung av det assyriska imperiet först och att han därmed rent tekniskt sätt hade makten att stoppa Shamash-shum-ukins kröning om han så velat. 

### Vägen till upproret
Den exakta anledningen till Shamash-shum-ukins uppror är okänt men det finns flera möjligheter. Den vanligaste teorin är att Ashurbanipal ignorerat Esarhaddons önskemål och utövat långt mer makt över Babylon än vad som egentligen varit planerat, handelsdokument visar att större delen av Babylonien till slut accepterade Shamash-shum-ukin som Babylons konung men samtida dokument från Ashurbanipal visar att även han hade en viss auktoritet över riket. Städerna Babylon, Dilbat, Borsippa och Sippar verkar ha varit fullständigt under Shamash-shum-ukins kontroll men Ashurbanipal verkar ha haft informatörer även i dessa städer som rapporterade direkt till honom snarare än att delge information till Shamash-shum-ukin. Vissa skrifter verkar antyda att alla beslut som Shamash-shum-ukin tog först reviderades och godkänndes av hans bror innan de blev offentliga beslut. Ashurbanipal hade även en egen garnison av trupper i Borsippa som låg i det babyloniska kärnlandet. Vidare finns skrifter bevarade från ämbetsmän i Babylon som vänder sig direkt till Ashurbanipal och inte till den egna kungen, även detta visar vilket inflytande Ashurbanipal hade då Babylon var Babyloniens huvudstad och Shamash-shum-ukins hemstad. 
De kungliga skrifterna i Babylon nämner de båda bröderna som likställda kungar men samtida assyriska skrifter talar endast om Ashurbanipal vilket visar att han inte ansåg att Shamash-shum-ukin hade samma status som han själv. Kudurru, som var guvernör av Uruk, kallar i sina skrifter Ashurbanipal för "kung av allt land" detta trots att Uruk officiellt låg i Babylonien. Kudurru verkar därmed ha sett Ashurbanipal som den egentliga kungen.
I Shamash-shum-ukins brev till Ashurbanipal kallar han honom för "min broder" vilket tyder på att han åtminstone såg dem som likställda och det finns flera brev från Shamash-shum-ukin till Ashurbanipal bevarade. Dock finns inga svarsbrev och det är möjligt att Ashurbanipal genom sitt nätverk av informatörer ansåg sig ha nog med insikt i Babylons affärer utan att behöva skriva till sin bror med frågor.
Andra teorier om varför upproret uppstod tros vara Shamash-shum-ukins missnöje över sin position jämfört med sin bror, det babyloniska hatet mot Assyrien och påtryckningar från Elam.

### Upproret
På 650-talet f.Kr. hade relationen mellan de två bröderna svalnat avsevärt. Zakir, en hovman vid Shamash-shum-ukins hov skriver till Ashurbanipal att sändebud från Sjölandet öppet kritiserat Asurbanipal inför hans bror med "ord som ej passar sig för en konung". Detta skall ha gjort Shamash-shum-ukin arg men han straffade inte sändebuden. 652 f.Kr. gjorde Shamash-shum-ukin officiellt uppror mot Assyrien. Upprorets mål verkar ha varit att en gång för alla befria Babylonien från Assyriens kontroll och Shamash-shum-ukin verkar inte ha haft några planer på att själv erövra Assyriens tron istället vände han sig till det babyloniska folket och bad dem ställa sig vid hans sida i kampen då Ashurbanipal skulle "dra skam över babylonierna". Ashurbanipal själv skriver att Shamash-shum-ukins påståenden endast är lögner.
Strax efter att Shamash-shum-ukin påbörjat sitt uppror ställde sig större delen av södra Mesopotamien vid hans sida och så även Elam som redan låg i krig med Assyrien. I krigets tidiga skede försökte Ashurbanipal övertala de lokala guvernörerna i södra Mesopotamien att ställa sig vid hans sida eller åtminstone inte bege sig in i kriget. I sina skrifter till dem nämner han aldrig Shamash-shum-ukin vid namn utan kallar honom istället "ej-broder", "otrogna broder", "fiende broder" eller helt enkelt "fienden". I ett brev nämner han Shamash-shum-ukin som "denna man som Marduk hatar" i ett försök att underminera Shamash-shum-ukins plats på Babylons tron. 
Enligt Ashurbanipals skrifter verkar Shamash-shum-ukin ha lyckats hitta många allierade i sitt uppror mot Assyrien och Ashurbanipal delar upp sina fiender i tre grupper. Den första är kaldéerna, araméerna och de andra folkslagen i själva Babylonien, den andra gruppen är elamiterna och den tredje gruppen utgörs av kungarna av Gutium, Amurru och Meluhha. Den tredje gruppen är möjligen en hänvisning till Medierna då inget av dessa tre kungadömen fortfarande existerade vid Ashurbanipals tid. Meluhha kan även betyda Egypten som vid tiden för upproret än en gång gjort sig självständiga, de deltog dock aldrig i Shamash-shum-ukins uppror.
Trots den stora koalitionen blev upproret ett katastrofalt nederlag för Babylon. Elamiterna besegrades i Slaget vid Der och slutade därefter spela en aktiv roll i kriget och Babylon stod därmed i stort sett själva mot den assyriska krigsmaskinen. Vid 650 f.Kr. hade Ashurbanipal erövrat Sippar, Borsippa och Kutha och han belägrade nu själva Babylon. Babylon höll ut till 648 f.Kr. då de slutligen tvingades kapitulera på grund av svält. En av Shamash-shum-ukins skrifter strax innan kapitulationen berättar om hans förtvivlan:
"Jag sörjer likt en duva natt och dag, Jag sörjer mitt öde och gråter bittert. Tårar tvingas från mina ögon"
Shamash-shum-ukin tros enligt berättelserna ha begått självmord genom att bränna sig själv när Babylon kapitulerade men de samtida texterna nämner endast att han "gick ett grymt öde" till mötes och att gudarna "gav honom till elden som förstörde hans liv". Det är därmed möjligt att han begick självmord, genom att sätta eld på sig själv eller på annat sätt, men det är även möjligt att han avrättades, dog i en olycka, mördades eller avled av annan orsak. De flesta skrifter som talar om hans död verkar involvera eld på något sätt och även gudarna nämns ofta som att ha spelat en roll, detta troligen då Ashurbanipal ville ge sken av att upproret var ett oheligt uppror. Om Shamash-shum-ukin blev avrättad är det logiskt att skrifterna nämner det hela som ett självmord då brödramord var strikt förbjudet i Assyrien. Även om en av Ashurbanipals soldater avrättade Shamash-shum-ukin skulle Ashurbanipal fortfarande anses som skyldig till dådet och soldaten i fråga skulle sannolikt själv ha avrättats. 
Efter Shamash-shum-ukins död tillsatte Ashurbanipal en av sina ämbetsmän vid namn Kandalanu som vasallkung av Babylon.

## Arv
Shamash-shum-ukins uppror och fall blev snabbt ett problem för de kungliga assyriska skribenterna som ansvarade för att skriva ned Assyriens historia. Då Shamash-shum-ukin både var del av den assyriska kungafamiljen och en upprorisk babylonisk konung var det stor osäkerhet gällande exakt vad som kunde sägas om hans öde. Skribenterna skrev mer än gärna långa texter om hur utländska kungar besegrats av Assyrierna men det verkar länge ha funnits en motvilja till att tala om hur en assyrisk kunglighet mötte sitt öde, det hela försvårades vidare av att Shamash-shum-ukin inte var någon tronpretendent utan en lagligt tillsatt kung av Babylon på order av en Assyrisk konung. Ashurbanipal själv nämner i sina skrifter lite om sin brors öde och kungarna som kom efter honom nämner honom inte över huvud taget. I Ashurbanipals skrifter verkar Shamash-shum-ukins död undvikas att nämnas och oftast hänvisar han enbart till sin bror som "kungen", I den relief i Nineve som berättar om Ashurbanipals seger under det babyloniska upproret ses Ashurbanipal mota Babylons krona och kungliga stämpel men Shamash-shum-ukin finns inte med på någon av bilderna. Det finns även bevis på en Damnatio memoriae efter Shamash-shum-ukins död då flera av hans stelar vandaliserats och Shamash-shum-ukins ansikte höggs bort.